# 托马斯·巴特勒
查尔斯·托马斯·巴特勒（英語：Charles Thomas Butler，1932年6月11日—2019年11月21日），美国前男子雪车运动员。他曾代表美国参加1956年冬季奥林匹克运动会雪车比赛，获得男子四人铜牌。